# Doo-Bop
Doo-Bop från 1992 blev Miles Davis sista studioalbum. Det var tänkt att bli inledningen på en hiphop-orienterad period. Men Davis dog den 28 september 1991 och då var bara sex av spåren klara.
För att slutföra albumet ombads producenten Easy Mo Bee att ta några outgivna trumpetinspelningar och göra låtar i Davis stil. Dessa postuma spår är High Speed Chase och Fantasy.
Doo-Bop fick 1993 en Grammy Award för ”Best R&B Instrumental Performance”.
SVT:s undersökande journalistiska TV-program Uppdrag granskning använde en redigerad version av Mystery som programmets signaturmelodi under åren 2001-2006.

## Låtlista
Alla låtar är skrivna av Miles Davis och Easy Mo Bee om inget annat anges.
1. Mystery – 3:57
2. The Doo Bop Song – 5:02
  - innehåller avsnitt från Summer Madness av Kool and the Gang och La Di Da Di av Doug E. Fresh och Slick Rick
3. Chocolate Chip (Miles Davis/Easy Mo Bee/Donald Hepburn) – 4:41
  - innehåller avsnitt från Thanks for Everything av Pleasure och Bumpin' on Young Street av Young-Holt Unlimited
4. Hight Speed Chase (Miles Davis/Easy Mo Bee/Larry Mizell) – 4:41
  - innehåller avsnitt från Street Lady av Donald Byrd
5. Blow – 5:08
  - innehåller avsnitt från Give It Up or Turnit a Loose av James Brown och Runnin' Away av Chocolate Milk
6. Sonya – 5:32
7. Fantasy – 4:39
  - innehåller avsnitt från UFO av ESG och Love Pains av Major Lance
8. Duke Booty – 4:56
  - innehåller avsnitt från Jungle Strut av Gene Ammons och I'm Your Boogie Man av KC & the Sunshine Band
9. Mystery [repris] – 1:28

## Medverkande
- Miles Davis – trumpet
- Deron Johnson – keyboard
- Cevin Fisher – keyboard, slagverk
- okänd – elbas
- okänd – trummor
- A.B. Money, R.I.F., J.R., Easy Mo Bee – sång

## Listplaceringar
| Lista (1992) | Topplacering |
| ------------ | ------------ |
| Sverige      | 40           |